# Адмирал Шеер (тежък крайцер, 1933)
Адмирал Шеер (на немски: Admiral Scheer) е германски тежък крайцер от типа „Дойчланд“ от времето на Втората световна война.
Корабът е наречен в чест на адмирал Райнхард Шеер. Първоначално е класифициран като броненосец, но през февруари 1940 г. класификацията е променена на тежък крайцер.

## Конструкция
Основната задача, стояща пред конструкторите, е да се създаде мощен боен кораб, непротиворечащ на условията на Вашингтонското морско споразумение. В частност, водоизместимостта на кораба не трябва да превишава 10 000 тона. При строителството широко се прилага електродъговото заваряване на детайлите на корпуса (вместо по-традиционните заварки). Дизеловите двигатели MAN се оказват значително по-леки от парните котли и парните турбини, обичайно използвани на тежките кораби. Триоръдейните кули на главния калибър позволяват да се монтират шест оръдия с калибър 283 мм, което незначително увеличава теглото на кулите и водоизместимостта на кораба, в сравнение с двуоръдейните, като мощността на оръдейното въоръжение, предвид подобрената скорострелност на 283 мм оръдия, е в значителна степен увеличена. Тези решения позволяват до голяма степен да се намали общата водоизместимост на кораба. Но, въпреки това, неговият тонаж превишава позволените 10 000 тона. Разбира се, в официалните източници тонажът е посочен като ненарушаващ Версайското споразумение.
При разработката на проекта немците разчитат на неуязвимостта на новия тип кораб, който е способен, от една страна, да избяга за сметка на своята бързоходност от вражеските линкори, а от друга, е способен, благодарение на мощното си въоръжение, да излезе победител от схватка с всеки един тежък крайцер. Дизеловите двигатели осигуряват на кораба необичайно голяма далечина на плаване, а високата начална скорост на новите оръдия и големият ъгъл на възвишение – далекобойност, близка до тази на тежките оръдия на линкорите, позволяваща започването на огневи контакт от недостъпна за крайцерите дистанция. Достигната е и добра скорострельност: 2 изстрела в минута за главния калибър и до 10 в минута за калибъра 150 мм. Корабите от проекта се позиционират като броненосци, за да не се нарушават формалните ограничения за основния калибър на крайцерите. Новата разработка предизвиква ярка реакция сред чуждестранните корабостроители, който са принудени да разработват нови кораби за противодействие на немските ерзац линкори.

### Недостатъци
Сред недостатъците на „Адмирал Шеер“ следва да се отбележи на първо място относително невисоката му скорост. По този показател значително (с 4 – 5 възела) отстъпва на британските крайцери. Невисоката скорост доста ограничава рейдерските качества на крайцера, доколкото при атака на конвой се налага да преследва разбягващите се на всички страни търговски съдове на противника, а след успешна атака – стремително да се измъкне от повиканите от конвоя патрулни сили.
Освен това, конструкторите явно недооценяват заплахата за големите военни кораби от страна на авиацията. На корабите от този тип са сложени само по три зенитни оръдия от голям калибър (88-мм). На „Адмирал Шеер“ техният брой е удвоен от самото начало, но още първата въздушна атака показва слабостта на противовъздушната отбрана на кораба.
Липсата на отделен пост за управление на оръдията от среден калибър, както и слабата бронева защита на 150-милиметровите оръдия също ограничава бойното им приложение.

## Технически характеристики

### Въоръжение

#### Главен калибър
Артилерията от главния калибър се състои от шест 283-мм оръдия SK L/52 C28, разположени в две бронирани кули – една на носа и една на кърмата. Всяка кула от главния калибър тежи около 590 тона и осигурява надежна защита на оръдейните разчети. Дебелината на предната броня е 160 мм, на задната – 170 мм, на горната – до 105 мм, на страничната – до 85 мм. Стволът на всяко оръдие тежи 48,2 тона и е с дължина 14,8 м. Ъгълът на насочване на оръдията е от −10° до +40° по вертикала и по 145° на борд. Максималната далекобойност при ъгъл на възвишение 40° е 36 475 м. Издръжливостта на ствола е около 340 изстрела с пълен заряд – около три пълни боезапаса. Механизмите позволяват скорострелност от 3 изстрела в минута, но на практика тя не превишава два.
В боекомплектът влизат три типа снаряди, тежащи по 300 кг.
- Бронебойни – дължина 1047 мм, (2,6 % взривно вещество).
- Бронебойно-фугасни (със закъснител) – дължина 1188 мм (5,65 % взривно вещество).
- Фугасни – дължина 1188 мм (7,8 % взривно вещество).

Боезапасът се състои от 105 – 120 снаряда на оръдие, поравно от трите типа.

#### Спомагателен калибър
Артилерията от спомагателния калибър се състои от осем 150-мм оръдия SK L/55 C28, разположени в осем установки по протежение на бордовете. В сравнение с главния калибър, тези оръдия са значително по-лошо защитени. Броневата защита на разчетите е всичко на всичко 10 мм щитове. Инсталациите на спомагателния калибър вътре са тесни и неудобни. Дължината на ствола на оръдията – 8,2 м. Ъгъл на възвишение – от −10° до +35° по вертикала. Максимална далекобойност при ъгъл на възвишение 35° е 22 000 м. Издръжливост на ствола – около 1000 изстрела. Техническата скорострелност е 10 изстрела в минута, практическата обаче зависи от условията на подаване на боеприпаси и реално не превишава 5 – 7 изстрела в минута.
В боекомплекта влизат два типа снаряди – бронебойни и фугасни, тежащи по 42 кг. Боезапасът първоначално е бил от 100 снаряда на оръдие, впоследствие е увеличен до 150.

### Зенитно въоръжение
Вследствие на увеличаващата се заплаха от въздуха зенитното въоръжение на кораба постоянно е увеличивано и модернизирано. От момента на построяване до 1945 г. количеството на зенитните автомати нараства от 16 до 39 единици.
Първоначалното зенитно въоръжение се състои от:
- Шест 88-мм оръдия L/78 C/31.
- Осем 37-мм автоматични оръдия L/83 C/30 в двуцевни установки.
- Осем малокалибрени 20-мм автомати L/65 в четирицевни установки.

През 1939 г. оръдията L/78 C/31 са заменени от по-мощните 105-милиметрови L/65 C/33. Броят на разположените 20-мм зенитни автомати постоянно е променян, като в края на войната е 33 – в единични, двойни и четворни установки.

### Торпедно въоръжение
„Адмирал Шеер“, има два четиритръбни 533-мм торпедни апарата, разположени в кърмовата част на кораба.

### Брониране
Друго нововъведение на кораба е системата му на брониране. Тя напълно отстъпва от общоприетите правила както на германското, така и на световното корабостроене. Вследствие на това нововъведение бронята на корабите от този тип значително се различава. На „Адмирал Шеер“ широко приложение намира по-солидната броня „Вотан“, разработена в заводите „Круп“.
Основни елементи на системата на брониране са поясната броня, броневата палуба и броневите прегради. Поясната броня е разположена под ъгъл 13° и се състои от два пояса бронирани плочи – долен, с дебелина 80 мм и горен – с дебелина 50 мм. Горният пояс на бронята е разположен по-горе, отколкото на главните кораби от серията и достига средната палуба. Към носа дебелината на бронята намалява, а самия нос въобще не е брониран. Бронята към кърмовите части е подсилена – за осигуряване на по-голяма издръжливост на винторулевите механизми и достига 45 мм. Дебелината на противоторпедните прегради и бронепалубата е намалена и е 40 мм, а между горните броневи прегради – дори 20 мм. Това в известна степен компенсира приложението на бронята „Вотан“.
Интересно решение е разполагането по дължината на кораба и на бронева 40-милиметрова вертикална преграда. От една страна, тя неоправдано утежнява и донякъде дисбалансира крайцера. От друга страна, преградата е важен елемент от бронепалубата и предпазва кораба от попадения в носа, особено опасни поради сравнително слабата му защита. Също така, тази преграда предпазва кораба и от подводни взривове – като ограничава нахлуването на вода, ако подводната част на борда бъде повредена.
Особено внимание е отделено на защитата на местата за управление на кораба. В сравнение с „Дойчланд“ дебелината на бронята на бойната рубка нараства с 10 мм – до 150 мм, а на местата за водене на огъня е удвоена и е 100 мм.

### Енергетична установка
Традиционното задвижване на тежките крайцери се състои от няколко парни турбини (обикновено по една на винт), парата в които се подава от парни котли (по 2 – 4 на всяка турбина). Схемата е доста обемиста и тежка. Във връзка с ограниченията на съглашението, тя не е приложима за т.нар. „джобни линкори“. На тежките крайцери от тип „Дойчланд“ германските корабостроители първо използват дизелово задвижване, състоящо се от четири групи двигатели. Във всяка група има по два 9-цилиндрови двутактови дизелови двигатели MAN M-9Zu42/58 с двойно действие, всеки от които развива мощност до 7100 к.с. при 450 об/мин (максимална продължителна мощност 6655 к.с.). Общата мощност на всичките осем главни двигатели, върху гребните валове (с отчитане на загубите), е 54 000 к.с., което осигурява максимална скорост около 27 възела. При скорост 25 възела необходимата мощност е 33 000 к.с., а при скорост 19 възела – 11 000 к.с. За сметка на това, дизеловата задвижваща установка има и ценни предимства, специално за кораб-рейдер – висока икономичност и оттам огромна далечина на действие, а също и бързо набиране на максималната скорост – докато на крайцерите с парни турбини често им е необходим половин час и повече, за да развият пълен ход.
В задвижването на кораба също така влизат четири спомагателни 5-цилиндрови дизелови двигатели MAN M-5Z42/58, всеки с максимална мощност 1450 к.с. при 425 об/мин.
Електрическата система на кораба се захранва от 8 дизелови генератора с обща мощност 2800 кВ.

## История на службата

### Гражданска война в Испания
Първата си задача крайцерът получава през юли 1936 г., когато е изпратен в Испания за евакуация на немски граждани, в началото на гражданската война там. Корабът също така трябва да следи за съветски кораби, доставящи военни товари за републиканците и да охранява немските транспортни кораби, превозващи оръжие за франкистите. На 31 май 1937 г. „Адмирал Шеер“ и четири торпедни катера на германските ВМС откриват огън по испанския пристанищен град Алмерия, в отговор на нападението на републиканската авиация над тежкия крайцер „Дойчланд“. От обстрела, предприет в нарушение на международното право, загиват 21 жители на града, а 55 са ранени.

### Превземане на Клайпеда
През март 1939 г., заедно с останалите кораби от своя клас, „Адмирал Шеер“ участва в овладяването на Клайпеда.

### Втора световна война
В хода на Втората световна война „Адмирал Шеер“, под командването на капитан Теодор Кранке, става най-успешния рейдер на Кригсмарине, предпримайки поход до Индийския океан.
За крайцера Втората световна война започва на 4 септември 1939 г., когато е атакуван във Вилхелмсхафен от бомбардировачи „Бристол Бленхайм“ на Кралските ВВС. В кораба попадат 3 бомби, които обаче не причиняват сериозни повреди, а един бомбардировач е свален. След атаката, противовъздушната отбрана на крайцера е подобрена – 88-милиметровите зенитни оръдия са заменени със 105-милиметрови.
От 1 февруари до края на юли 1940 г. крайцерът е подложен на ремонт и модернизация – монтиран е нов радиолокатор FuMO-26 и оборудване за размагнитване, и е усилена противовъздушната отбрана.

#### Рейд на капитан Кранке
През октомври 1940 г. морската служба за радиопрехващане (B-Dienst) получава информация за излизането в открито море на конвой HX-84 от Халифакс. На 23 октомври „Адмирал Шеер“ излиза от Готенхафен (дн. Гдиня в Полша) и се отправя към Ставангер. На 28 октомври крайцерът излиза в Атлантическия океан, промъквайки се през Датския пролив, а на 5 ноември потопява първата си жертва – британския съд „Мопан“. На същия ден разузнавателния самолет „Арадо Ар 196“ забелязва конвоя. В началото на войната трансатлантическите конвои се охраняват от разрушители, поне в последните три дни на пътя. Считайки, че конвоят е без охрана, Кранке решава да го атакува. Срещу „Адмирал Шеер“ се оказва спомагателния крайцер „Джарвис Бей“, който е потопен в неравния бой, но все пак дава време на останалите кораби да се разпръснат. Немският кораб успява да догони и потопи 5 кораба от общо 37. Тази атака довежда до промени в действията на британското Адмиралтейство – от САЩ са закупени разрушители с достатъчен запас на хода за пресичането на Атлантика, освен това, следващите големи конвои обикновено са охраняват от линейни кораби и самолетоносачи – нещо, което оказва съществено влияние на запазването на конвоите, но значително отслабва Кралските ВМС.
Адмиралтейството изпраща няколко кораба в търсене на рейдера, но „Адмирал Шеер“ успява да се изплъзне и продължава на юг за среща с танкера „Нордмарк“. В следващите два месеца крайцера потопява или пленява няколко кораба. Крайцерът посреща новата 1941 година в Южния Атлантик, на няколкостотин мили от архипелага Тристан да Куня. През февруари 1941 г. капитан Кранке предприема рейд в Индийския океан. Крайцерът потопява още два търговски съда, но един от тях успява да подаде сигнал за бедствие, който привлича британските крайцери. „Адмирал Шеер“ по-късно потопява още един сухогруз, избягва преследването и се завръща в Атлантическия океан. Отправя се на север, преминава през Датския пролив и в края на краищата достига Кил на 1 април 1941 г., прекосявайки 46 000 морски мили и потопявайки 16 кораба на противника. За този рейд на капитана на крайцера, Теодор Кранке, е присвоено званието контраадмирал.

#### Действия в Арктика
„Адмирал Шеер“ излиза отново в морето едва на 2 юли 1942 г., със заповед да прехване конвоя PQ-17. Командир е капитан-цур-зее Вилхелм Меендзен-Болкен, назначен вместо повишения Кранке. Обаче на 5 юли операцията на надводните кораби против PQ-17 е прекратена. На 16 август крайцерът е изпратен в Карско море за прехващане на конвоите, плаващи по Северния морски път и нападение над съветските портове в този регион. „Адмирал Шеер“ не успява да атакува преминаващия в района конвой, но на 25 август 1942 г. корабът обстрелва съветската метеорологична станция на нос Желание. В същия ден „Адмирал Шеер“ потопява съветския ледоразбивач „Александър Сибиряков“. „Александър Сибиряков“ успява да се свърже със станцията на остров Остров Диксон и да предупреди за опасността. На 26 по 27 август „Адмирал Шеер“ атакува Диксон. Намиращите се на рейда на порт Диксон съдове – стражевият кораб СКР-19 (парахода-ледоразбивач „Дежньов“) и парахода „Революционер“, а също така бреговата 152-мм батарея откриват ответен огън. Очевидци от съветската страна съобщават за няколко попадения и предизвикан от тях пожар на борда на кораба на противника, обаче немските документи и екипажът на „Адмирал Шеер“ не подтвърждават това. Крайцерът заобикаля остров Диксон, водейки огън по различни обекти на брега и в акваторията на порта, от време на време поставяйки димна завеса срещу огъня на бреговата батарея. За времето на обстрела той изстрелва 77 снаряда на главния калибър, 153 от средния и 226 снаряда от зенитната артилерия, заявявайки за потопяването в порта на „голям танкер“. „Дежньов“ и „Революционер“, които получават повреди, по-късно успяват самостоятелно да се доберат до Дудинка за ремонт, повредите в порта скоро са отстранени. „Адмирал Шеер“ се връща в Нарвик на 30 август, без да постигне повече никакви успехи.

#### Последни години на войната и гибел
Неудачните действия на надводния флот предизвикват гнева на Адолф Хитлер и той сваля от поста командващ Кригсмарине адмирал Ерих Редер. На негово място, за командващ е назначен Карл Дьониц, убеден привърженик на подводната война. Обаче и новият командващ се опитва да активизира действията на надводния флот. Но на 26 декември 1943 г., при опит да атакува британски конвой е потопен линейния крайцер „Шарнхорст“. Вследствие на това, а също така и поради растящия дефицит на ресурси, операциите на надводния флот са прекратени. През есента на 1944 г. корабът оказва артилерийска поддръжка на отстъпващите немски войски. В началото на 1945 г. крайцерът нееднократно обстрелва крайбрежните позиции на Червената армия, обаче поради износването на оръдейните стволове, през март, е принуден да влезе за ремонт в Кил. В нощта на 9 към 10 април 1945 г. в хода на нападение на над 300 самолета на британската авиация срещу корабостроителниците в Кил „Адмирал Шеер“ е атакуван от авиация. Той е поразен от пет свръхтежки бомби „Толбой“, преобръща се и потъва в дока. В момента на бомбардировката по-голямата част от екипажа се намира на брега; 32 души, намиращи се на борда, загиват.
След войната част от потопения корпус на кораба е утилизирана, част е засипана при строителството на паркинг на мястото на дока.

## Командири на кораба
| Звание                                        | Име                    | Дата на приемане на поста | Дата на сдаване на поста |
| --------------------------------------------- | ---------------------- | ------------------------- | ------------------------ |
| Капитан I ранг (на немски: Kapitän zur See)   | Вилхелм Маршал         | 12 ноември 1934 г.        | 22 септември 1936 г.     |
| Капитан I ранг                                | Ото Цилиакс            | 22 септември 1936 г.      | 31 октомври 1938 г.      |
| Капитан I ранг                                | Хайнц-Хенрих Вюрмбах   | 31 октомври 1938 г.       | 31 октомври 1939 г.      |
| Капитан I ранг                                | Теодор Кранке          | 31 октомври 1939 г.       | 1 април 1941 г.          |
| Контраадмирал                                 | Теодор Кранке          | 1 април 1941 г.           | 12 юни 1941 г.           |
| Капитан I ранг                                | Вилхелм Меендзен-Бокен | 12 юни 1941 г.            | 28 ноември 1942 г.       |
| Капитан II ранг (на немски: Fregattenkapitän) | Ернст Грубер           | 28 ноември 1942 г.        | 1 февруари 1943 г.       |
| Капитан I ранг                                | Рихард Роте-Рот        | 1 февруари 1943 г.        | 1 април 1944 г.          |
| Контраадмирал                                 | Рихард Роте-Рот        | 1 април 1944 г.           | 4 април 1944 г.          |
| Капитан I ранг                                | Ернст-Лудвиг Тинеман   | 4 април 1944 г.           | 9 април 1945 г.          |

## Потопени и пленени кораби
| Дата                | Кораб                                    | Страна         | Тонаж, брт | Съдба         |
| ------------------- | ---------------------------------------- | -------------- | ---------- | ------------- |
| 5 ноември 1940 г.   | „Мопан“ (SS Mopan)                       | Великобритания | 5389       | потопен       |
| 5 ноември 1940 г.   | „Джарвис Бей“ (HMS Jervis Bay)           | Великобритания | 14 164     | потопен в бой |
| 5 ноември 1940 г.   | „Майдан“ (SS Maidan)                     | Великобритания | 7908       | потопен       |
| 5 ноември 1940 г.   | „Тревелард“ (SS Trewellard)              | Великобритания | 5201       | потопен       |
| 5 ноември 1940 г.   | „Кенбейн Хед“ (SS Kenbane Head)          | Великобритания | 5225       | потопен       |
| 5 ноември 1940 г.   | „Бийвърфорд“ (SS Beaverford)             | Великобритания | 10 142     | потопен       |
| 5 ноември 1940 г.   | „Фресно сити“ (SS Fresno City)           | Великобритания | 4995       | потопен       |
| 24 ноември 1940 г.  | „Порт Хоубърт“ (SS Port Hobart)          | Великобритания | 7448       | потопен       |
| 1 декември 1940 г.  | „Трайбсман“ (SS Tribesman)               | Великобритания | 6242       | потопен       |
| 17 декември 1940 г. | „Дукеса“ (SS Duquesa)                    | Великобритания | 8652       | пленен        |
| 17 януари 1941 г.   | „Санефьор“ (SS Sandefjord)               | Норвегия       | 8083       | пленен        |
| 20 януари 1941 г.   | „Барневелд“ (SS Barneveld)               | Нидерландия    | 5597       | потопен       |
| 20 януари 1941 г.   | „Станпарк“ (SS Stanpark)                 | Великобритания | 5103       | потопен       |
| 20 февруари 1941 г. | „Бритиш адвокейт“ (SS British Advocate)  | Великобритания | 6994       | пленен        |
| 20 февруари 1941 г. | „Григориос С.“ (SS Grigorios C.)         | Гърция         | 2546       | потопен       |
| 21 февруари 1941 г. | „Кънейдиън крузър“ (SS Canadian Cruiser) | Великобритания | 6992       | потопен       |
| 22 февруари 1941 г. | „Рантау Панджанг“ (SS Rantau Pandjang)   | Нидерландия    | 2542       | потопен       |
| 25 август 1942 г.   | „Александър Сибиряков“                   | СССР           | 1384       | потопен в бой |

## Коментари
1. ↑  Реално на борда носи само един самолет. // Кофман В. Л. Карманные линкоры фюрера. Указ. соч. – С. 37.
2. ↑  Те са въоръжени със 76-мм оръдия: четири на „Дежньов“, едно на „Революционер“.